# 丹陽禹氏
丹陽禹氏（タニャンウし、朝鮮語: 단양우씨）は、朝鮮の氏族の一つ。本貫は忠清北道丹陽郡である。2015年の調査では191,287人である。
丹陽禹氏は中国由来の姓氏の一つであり、始祖は禹の子孫である禹玄である。禹玄の6代子孫の侍中公・門下侍中の禹中大が丹陽を本貫にして丹陽禹氏を創始した。

## 行列字
| ○世孫  | 26       | 27       | 28       | 29       | 30       | 31       | 32       | 33       | 34       | 35       |
| ------ | -------- | -------- | -------- | -------- | -------- | -------- | -------- | -------- | -------- | -------- |
| 行列字 | 영（榮） | 정（鼎） | 명（命） | 제（濟） | 종（種） | 식（植） | 희（熙） | 철（喆） | 용（鎔） | 수（洙） |
| ○世孫  | 36       | 37       | 38       | 39       | 40       | 41       | 42       | 43       | 44       | 45       |
| 行列字 | 병（柄） | 섭（燮） | 재（在） | 호（鎬） | 영（永） | 근（根） | 경（炅） | 균（均） | 진（鎭） | 순（淳） |

## 人口分布と集姓村のある地域
人口数、割合はいずれも2015年統計。集姓村のある地域は以下の通りである。
- 慶尚北道栄州市（1,754人、総人口の1.71%。全国で総人口に占める比例が最も高い地域である）
  - 文殊面
- 慶尚北道安東市（1,688人、総人口の1.06%）
- 慶尚北道尚州市（747人、総人口の0.8%）
- 慶尚北道醴泉郡（404人、総人口の1.01%）
- 慶尚北道義城郡（459人、総人口の0.96%）
- 慶尚北道奉化郡（370人、総人口の1.26%）
  - 明湖面
- 慶尚北道聞慶市（523人、総人口の0.79%）
- 慶尚北道青松郡（157人、総人口の0.67%）
- 慶尚北道英陽郡（158人、総人口の1%）
- 慶尚北道慶州市（1,355人、総人口の0.57%）
- 全羅南道新安郡（92人、総人口の0.27%）
  - 荷衣面
- 全羅南道任実郡（62人、総人口の0.26%）
- 全羅南道扶安郡（85人、総人口の0.17%）
- 江原特別自治道江陵市（778人、総人口の0.38%）
- 慶尚南道巨済市（836人、総人口の0.36%）
- 慶尚南道昌寧郡（289人、総人口の0.52%）
- 蔚山市
- 大邱市達西区（3,797人、総人口の0.68%）
  - 上仁洞
- 大邱市達城郡（1,002人、総人口の0.59%）
- 黄海道延白郡
- 黄海道信川郡[2]